# Mwasanga
Mwasanga (Mwansanga) ist ein Verwaltungsbezirk (Ward) des Distrikts Mbeya (CC) in der tansanischen Region Mbeya.

## Geografie
Mwasanga ist ein Stadtteil der Regionshauptstadt Mbeya im Südwesten von Tansania. Nach Süden steigt das Gelände zum Berg Ngozi auf rund 2000 Meter Seehöhe an. Die Fläche des Bezirks beträgt 3,7 Quadratkilometer und bei der Volkszählung 2022 lebten hier 2939 Menschen in 785 Haushalten.

## Gliederung
Der Bezirk besteht aus zwei Stadtteilen (Mtaa):
- Nduguya
- Isoso

## Wirtschaft und Infrastruktur
- Bildung: Die staatliche Mwasanga Secondary School bildet Jugendliche bis zur 4. Stufe aus.[7] Die Agape Boys Secondary School ist eine Privatschule, die nur Knaben aufnimmt.[8]